# 耶律阿保機
耶律 阿保機（やりつ あぼき、Yelü Abaoji）は、遼の建国者。「阿保機」とはあだ名「アブーチ」（掠奪者）の音訳とされる。

## 生涯

### 出生
契丹（キタイ）族・耶律氏（ヤルート、Yalut）の迭剌（てつら）部出身で、耶律撒剌的と宣簡皇后蕭氏のあいだの長男として咸通13年（872年）に生まれた。耶律氏は発音によっては移剌（イラ）とも呼ばれる。また天皇帝、天皇王の称号も持っていた。杉山正明は、耶律阿保機が「天皇帝」を自称したことを、契丹が中国皇帝の称号を受け入れたということではなく、遊牧民族の称号「天可汗」（Tengri Khagan）の漢訳だろうと主張している。
伝説によれば母が夢により受胎され、誕生の際には室内に不思議な光と香りに包まれ、生まれながらに3歳児の体格をして這い出したと伝えられる。
耶律阿保機は初めは遙輦氏の痕徳菫可汗に仕えていた。
天祐3年（906年）に痕徳菫可汗が没すると、天祐4年（907年）正月に耶律阿保機は契丹の可汗に即位した（第1次即位）。
その後、耶律阿保機は室韋部・越兀部・烏古部などの奚諸部を討って、耶律氏による支配体制を確立。北宰相の蕭轄剌・南宰相の耶律欧里思が群臣と共に天皇帝号を奉じて「皇帝」となる。
天祐8年（911年）から諸弟の反乱が続発するが、耶律阿保機は剌葛・迭剌・寅底石・安端などを征伐して、その反乱者たちを処刑した。

### 契丹の建国
神冊元年2月11日（916年3月17日）、耶律阿保機は新たに契丹可汗に即位し（第2次即位）、その時、国号を「キタイ＝契丹」とし、元号を神冊と定め、キタイ人の王朝を建国した。
太祖（耶律阿保機）は北宰相に蕭轄剌、北院夷離菫に耶律斜涅赤、南府宰相に耶律蘇、南院夷離菫に耶律迭里を任じ、国家運営を進めていく事になった。
その後、太祖（耶律阿保機）は西の突厥・吐谷渾・小蕃・阻卜・タングート・ウイグル・沙陀諸部、北の女真、南の中国10余州、東の渤海を討って服属・占領、長男の耶律突欲を封じて「東丹国」を作った。しかし、太祖（耶律阿保機）は、渤海との戦役からの帰路の途中で病没した。
太祖（耶律阿保機）は政治面で大きな功績を残した。契丹の国では、遊牧民と定住民を別の機構で統治する二重統治体制を作り、遊牧所領内にも多くの都市を建設した。また、遊牧国家でありながら農耕国家の機構を取り入れ、漢人を積極登用し、匈奴以来の遊牧国家機構をより強固なものとした。
また、文化面では、漢文化を積極的に吸収し、神冊5年（920年）には大小2種からなる契丹民族独自の文字「契丹文字」を制定した。

### 論争
天賛3年6月18日（924年7月22日）、耶律阿保機は、皇后・皇太子・大元帥・宰相・諸部の長を召集して、「3年後、丙戌年の初秋になると、必ず帰着する所があるだろう」と述べていた。実際に3年後の丙戌年（926年）初秋7月26日（9月6日）、渤海遠征を終えて帰還中に扶余府で死んだ。つまり、耶律阿保機は自らの死期を正確に予知していた。北京大学教授の羅新は、耶律阿保機は、おそらく自殺したのではなかろうか、と推測している。

## 后妃
- 淳欽述律皇后（月里朶＝ユリド）
- 宮人蕭氏

## 子女

### 子
- 耶律突欲（皇太子、東丹国王（懐王）、耶律履・耶律楚材父子の祖とする）
- 耶律堯骨（太宗）
- 耶律李胡
- 耶律牙里果（中国語版）（子に敵烈・室魯・奚底ら、耶律大石の祖とする）

### 女
- 耶律質古

## 伝記資料
- 『遼史』巻一・本紀第一
- 『遼史』巻二・本紀第二